# 산타르칸젤로트리몬테
산타르칸젤로트리몬테(이탈리아어: Sant'Arcangelo Trimonte)는 이탈리아 캄파니아주 베네벤토도의 코무네다. 나폴리로부터 북동쪽 70km 베네벤토로부터 동쪽 13km 거리에 위치해있다.